# STS-120
La missió STS-120 fou una missió del transbordador espacial a l'Estació Espacial Internacional (EEI) llançada el 23 d'octubre del 2007 i que durà 15 dies. Entregà el mòdul Harmony i reestructurà una part de l'estació preparant-la per a futures missions de muntatge. La STS-120 fou llançada pel transbordador espacial Discovery i fou la missió número 23 del transbordador espacial a l'EEI. En finalitzar la missió quedaren onze vols al programa del transbordador espacial fins al seu final el 2010, excloent dos vols de contingència per confirmar.

## Tripulació
- Pamela Melroy (3) - Comandant
- George D. Zamka (1) - Pilot
- Scott E. Parazynski (5) - Especialista de missió
- Stephanie Wilson (2) - Especialista de missió
- Douglas H. Wheelock (1) - Especialista de missió
- Paolo A. Nespoli (1) - Especialista de missió -  Itàlia ESA

() El nombre entre parèntesis indica el nombre de vols espacials completats anteriors a aquesta missió i incloent-hi aquesta.

### Tripulació de l'EEI al llançament de l'expedició 16
- Daniel M. Tani (2) - Enginyer de vol de l'EEI

### Tripulació de l'EEI a l'aterratge de l'expedició 16
- Daniel M. Tani (1) - Enginyer de vol de l'EEI

## Càrrega de la missió

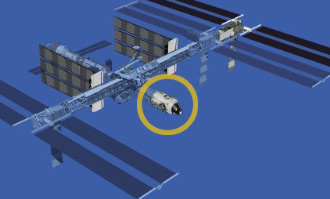
Il·lustració de l'EEI després de l'STS-120, senyalant el nou node Harmony.

### Harmony (Node 2)

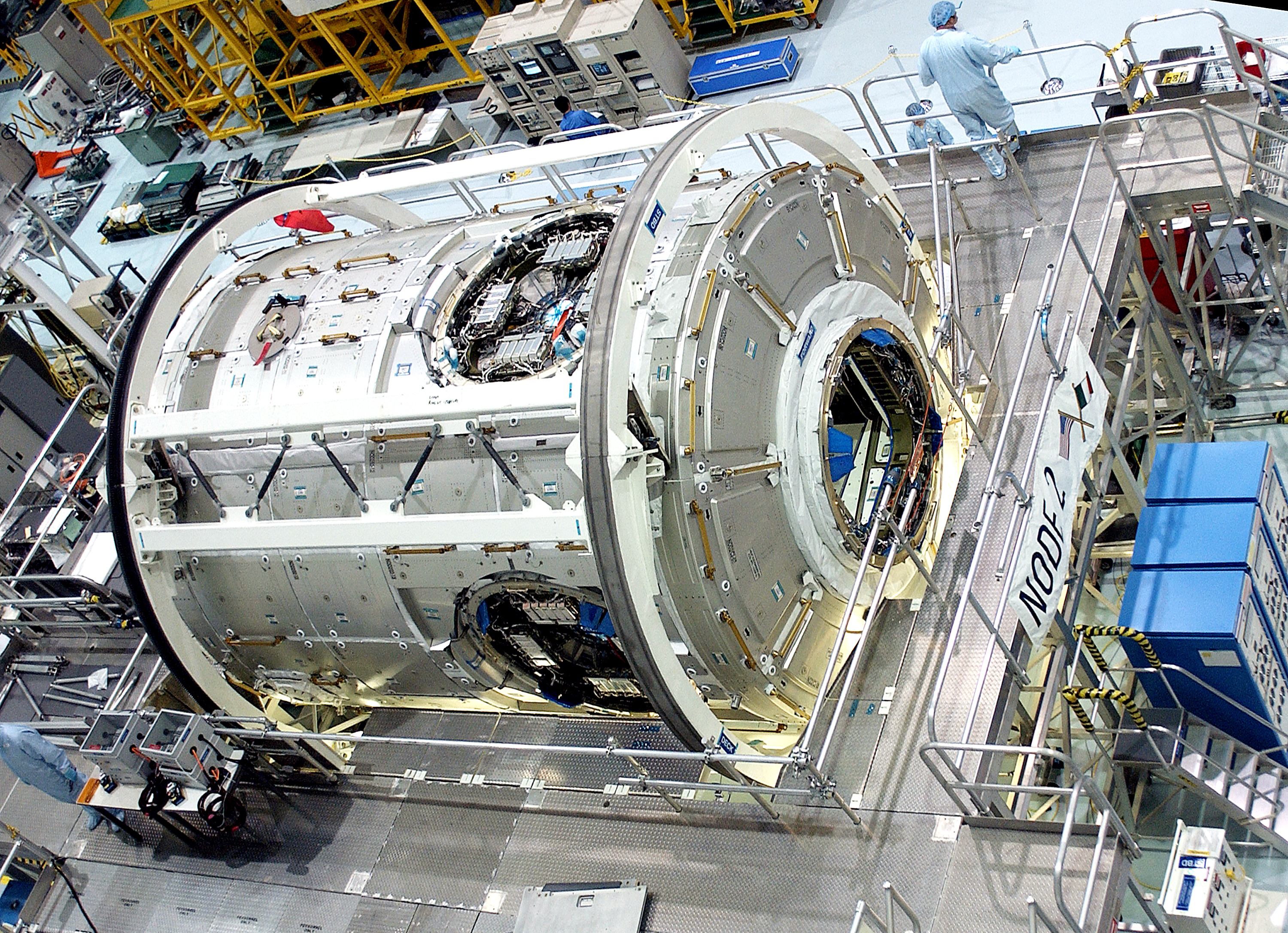
Assemblatge del Harmony. (NASA)

### Preparacions del llançament

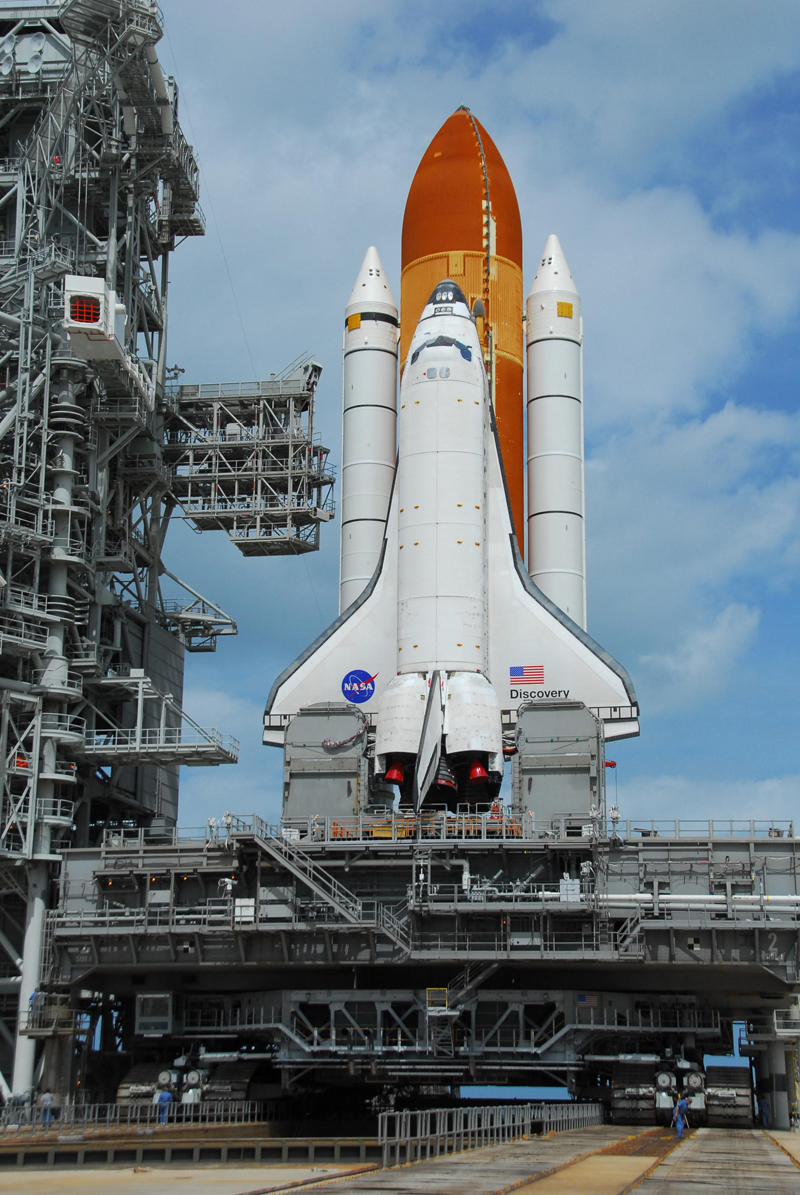
El Discovery una vegada traslladat al LC-39A el 30 de setembre del 2007

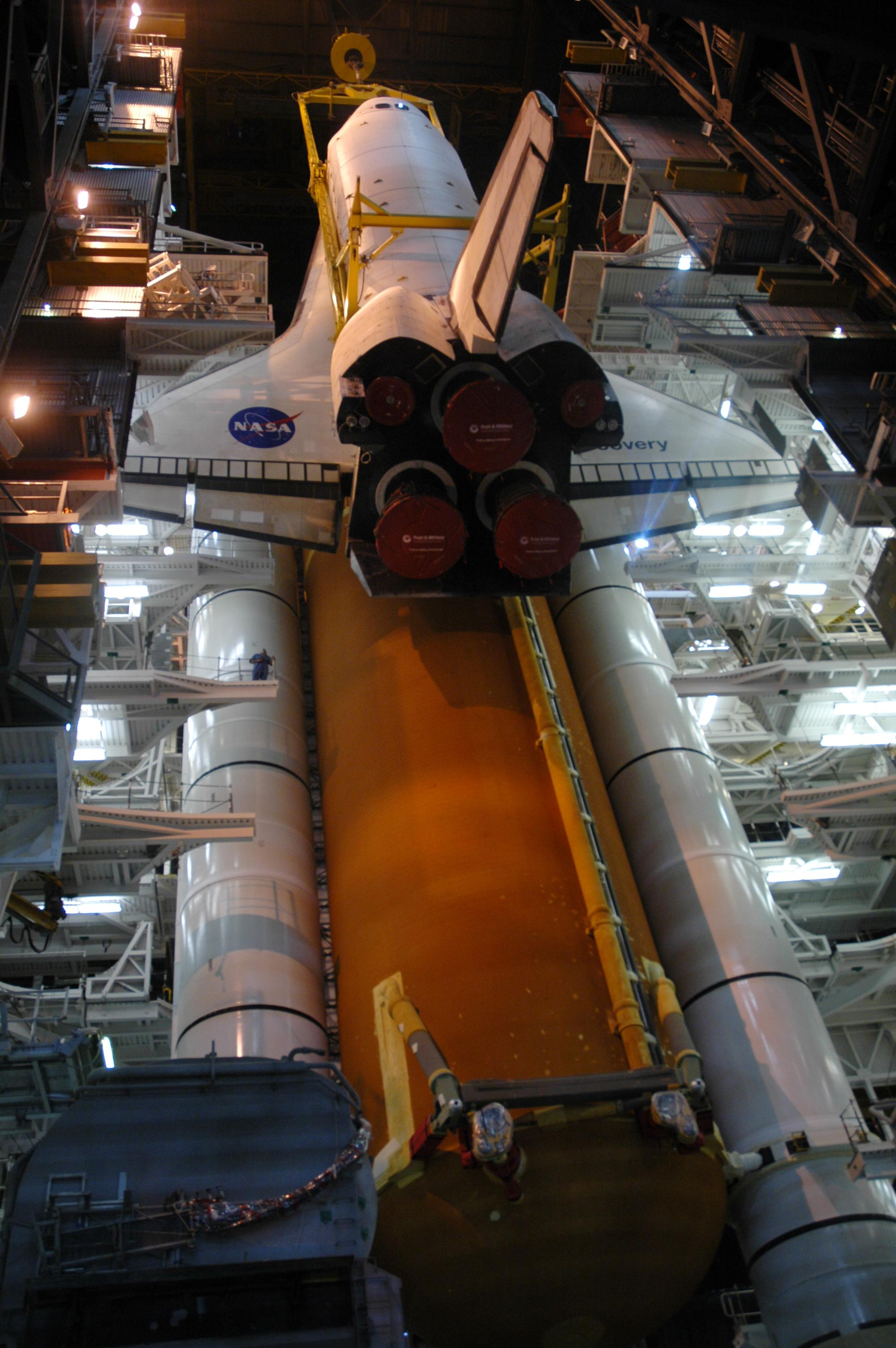
El tanc extern del Discovery unit als coet de combustible sòlid de combustible sòlid

### Dimarts 23 d'octubre (Dia de vol 1, Llançament)

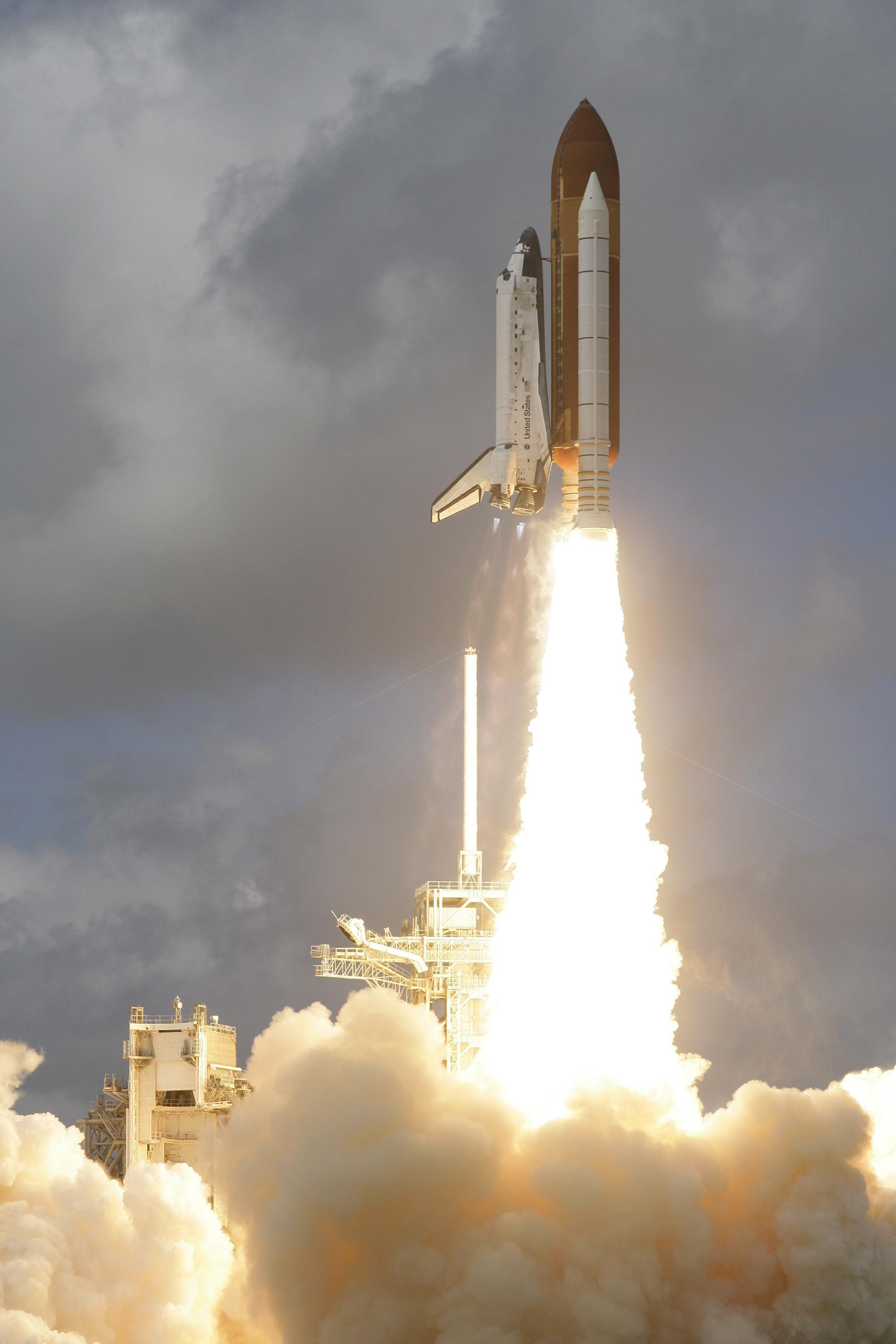
Llançament de l'STS-120.

### Dijous, 25 d'octubre (Dia de vol 3)

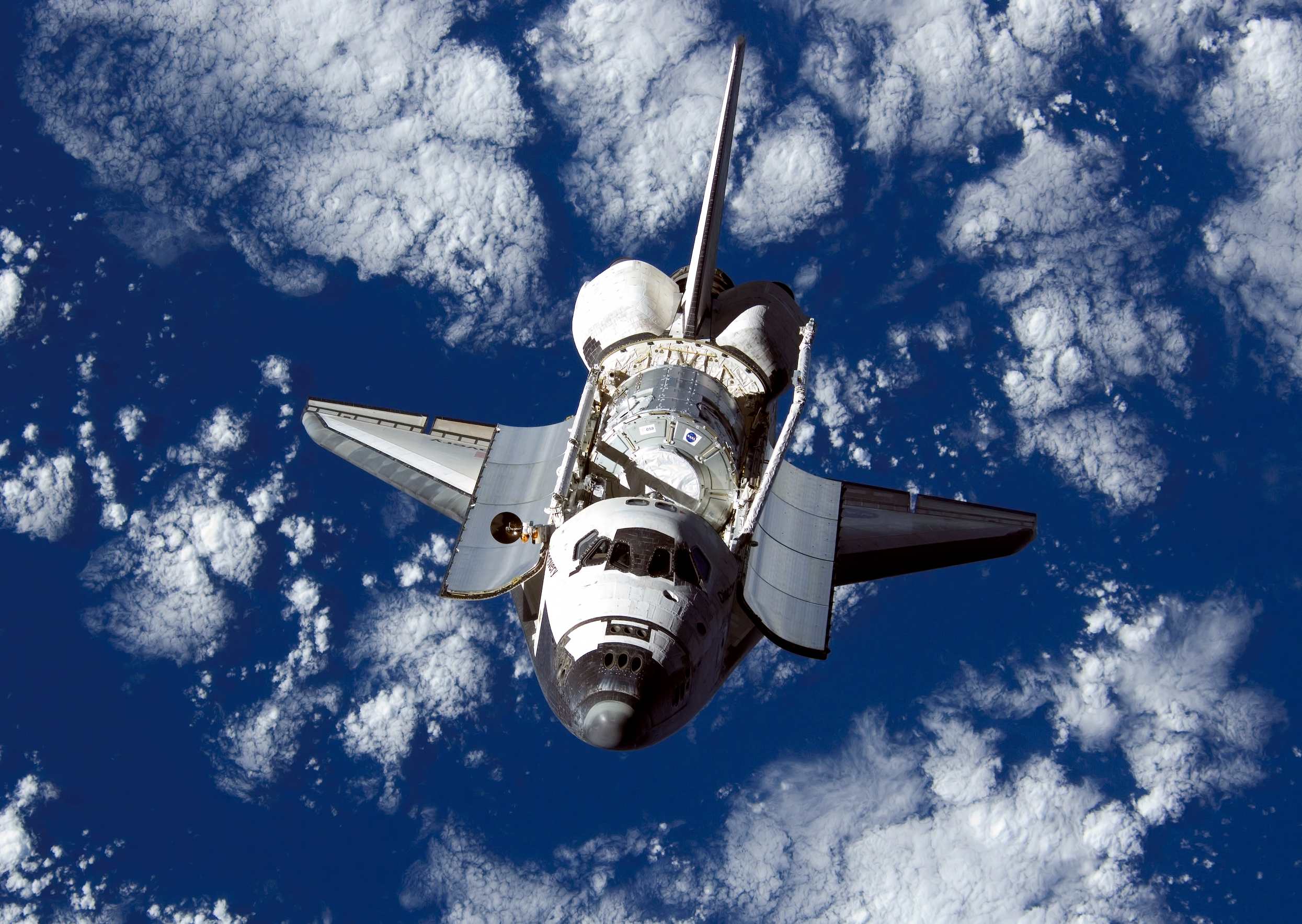
amb una terra blau i blanca com el teló de fons, el transbordador espacial Discovery es aproxima a l'Estació Espacial Internacional.

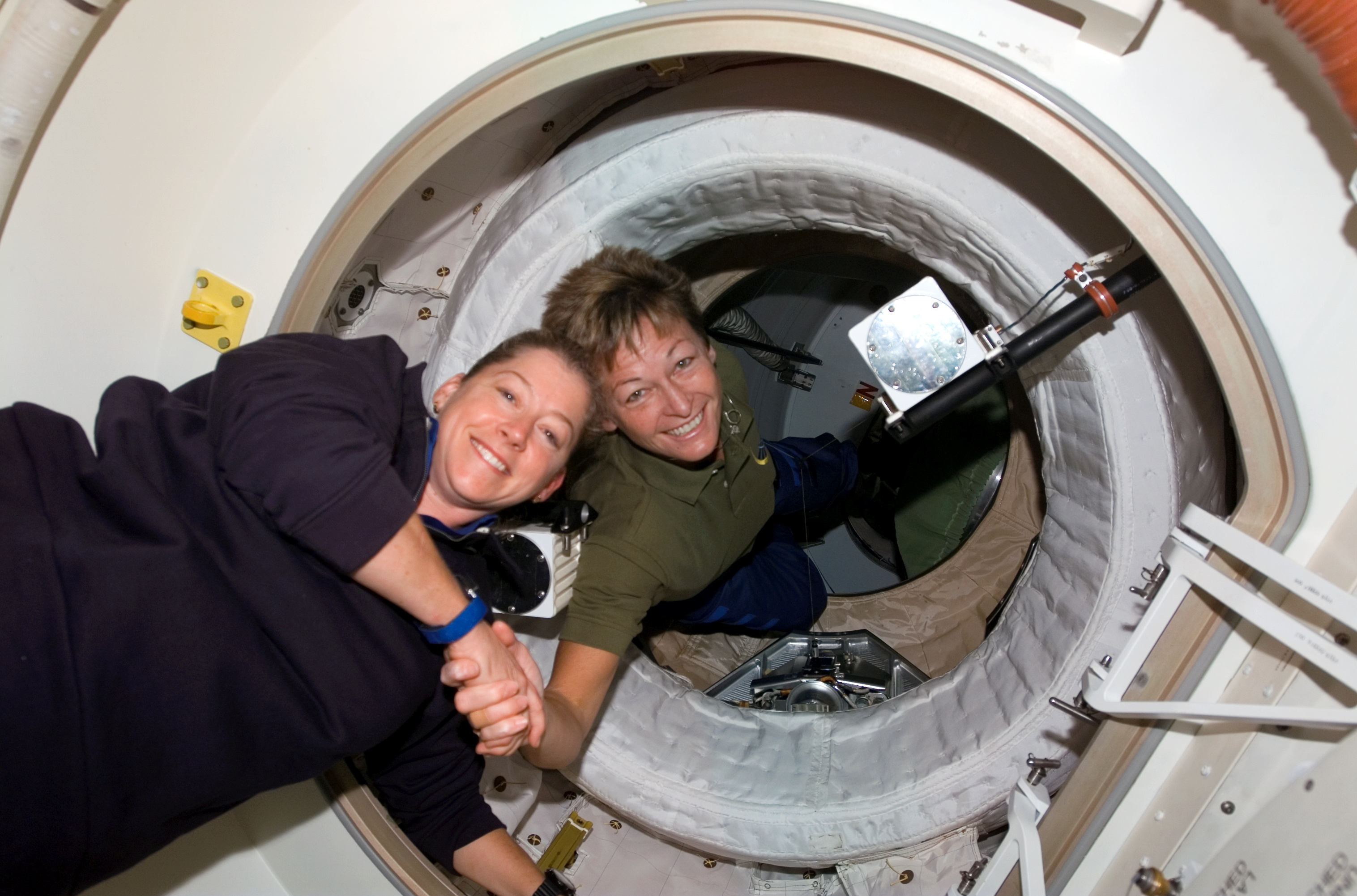
Whitson (dreta), comandant de l'expedició 16, dona la benvinguda a la comandant Melroy de l'STS-120, després d'obrir les escotilles entre l'estació i el transbordador.

### Divendres, 26 d'octubre (Dia de vol 4)

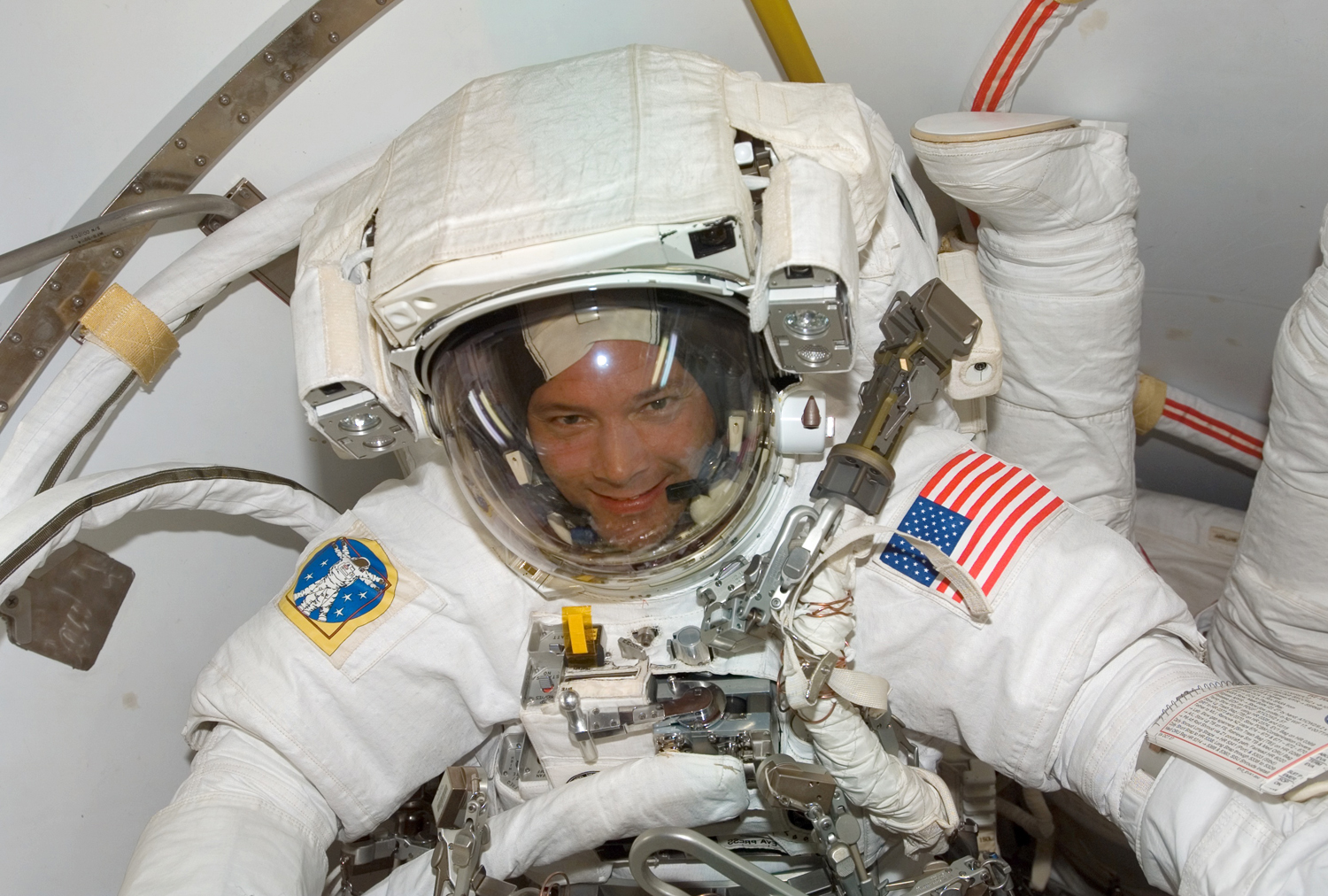
Wheelock se prepara pel seu primer passeig espacial. Darrere d'ell, flota Parazynski caient suau.

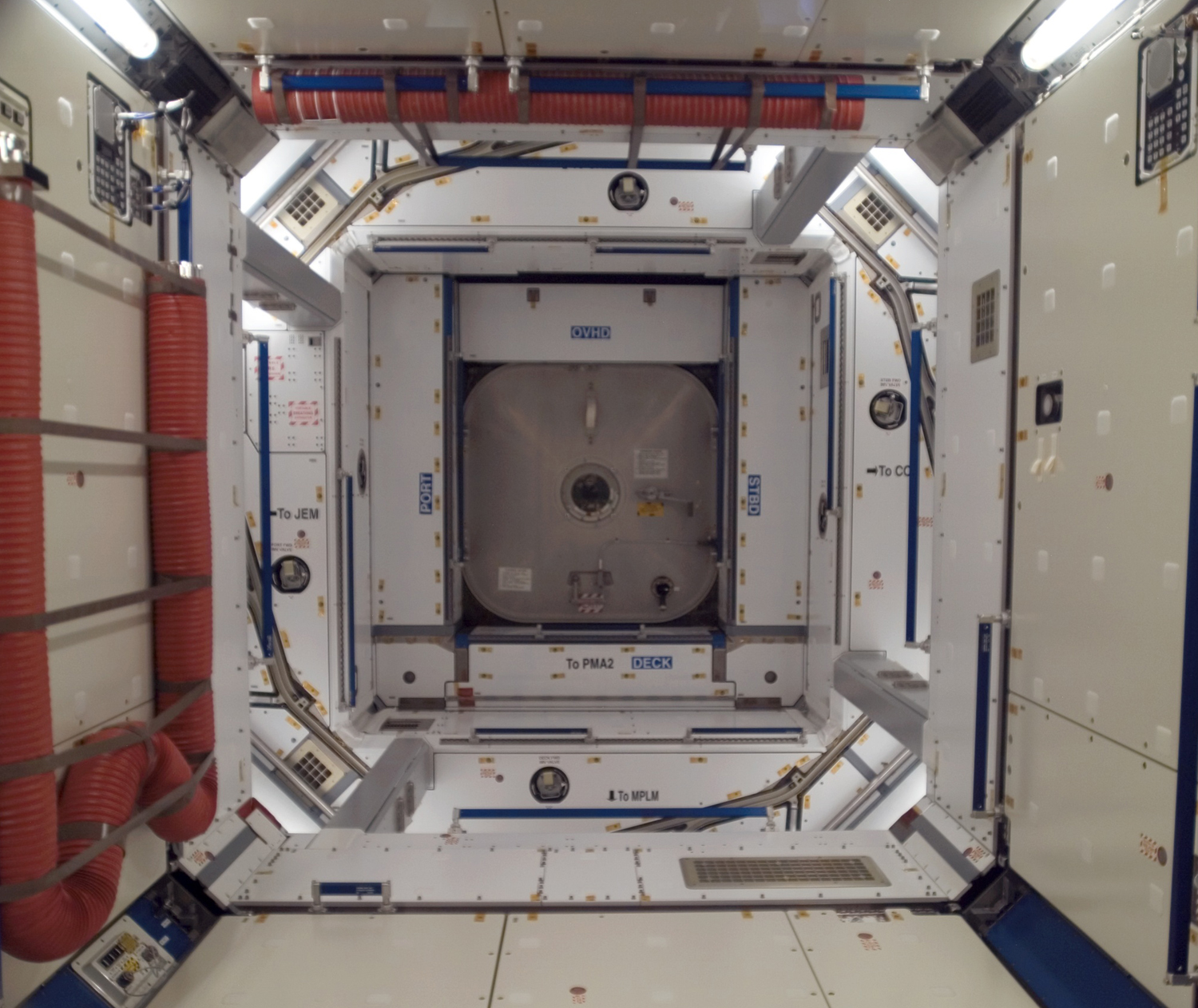
Interior del Harmony com estava després del seu acoblament a l'EEI el dia de vol 5.

### Dissabte, 27 d'octubre (Dia de vol 5)

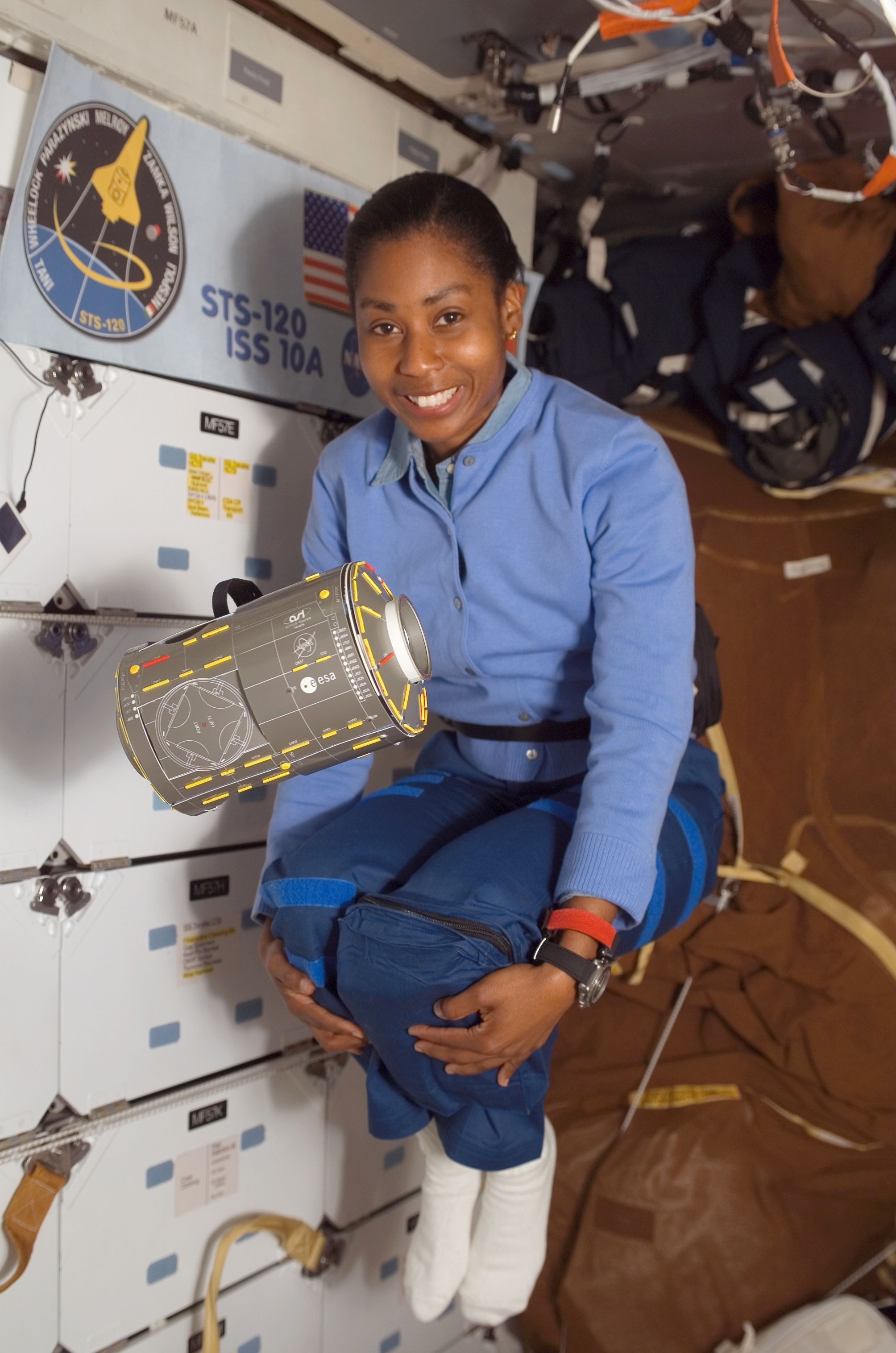
Stephanie Wilson flotant amb un model del Harmony en la coberta intermèdia del Discovery.

### Dilluns, 29 d'octubre (Dia de vol 7)

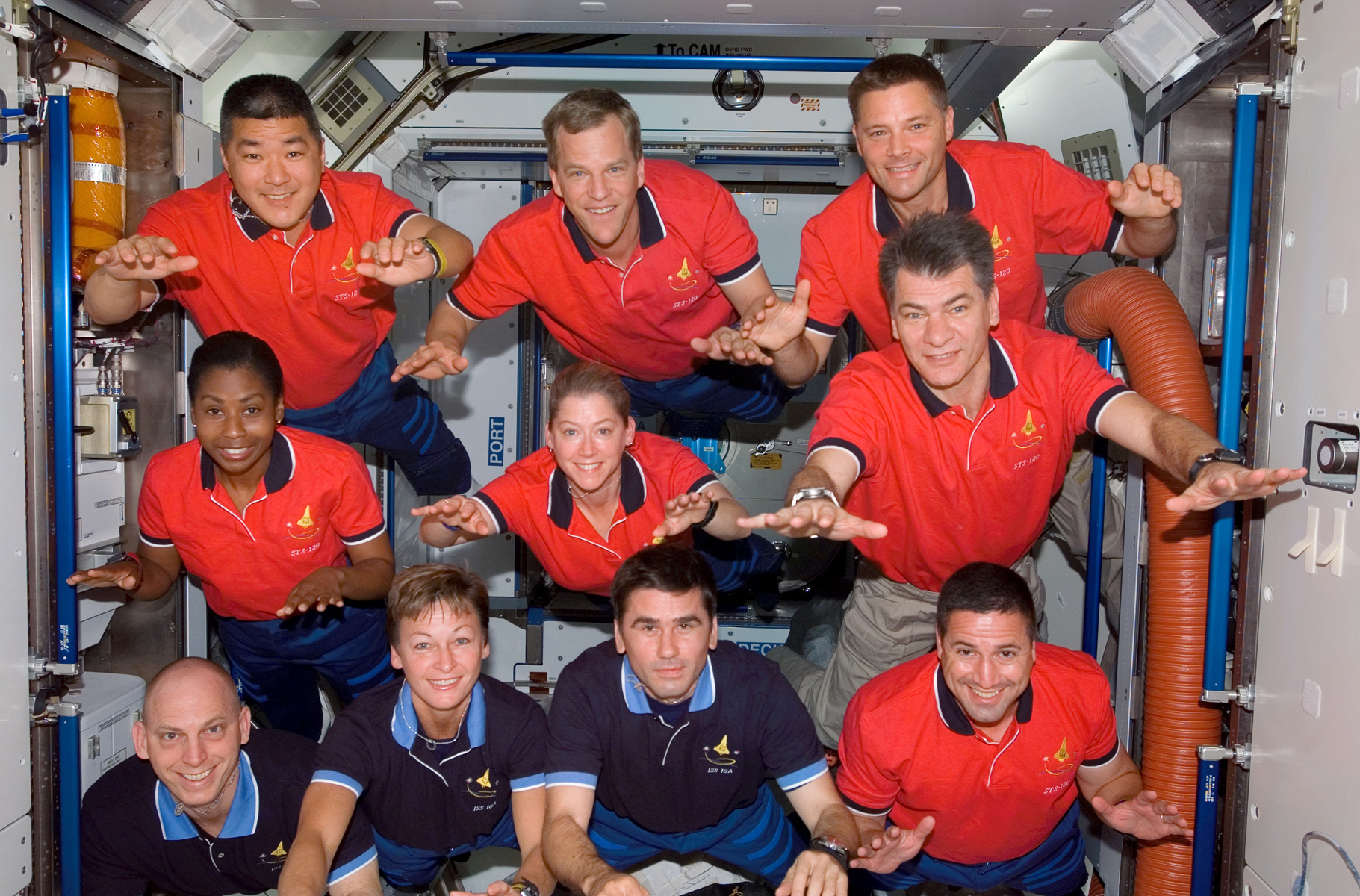
Les dues tripulacions es prengueren un temps per participar en una conferència de notícies conjunta, i per posar en una foto dels astronautes.

### Dimarts, 30 d'octubre (Dia de vol 8)

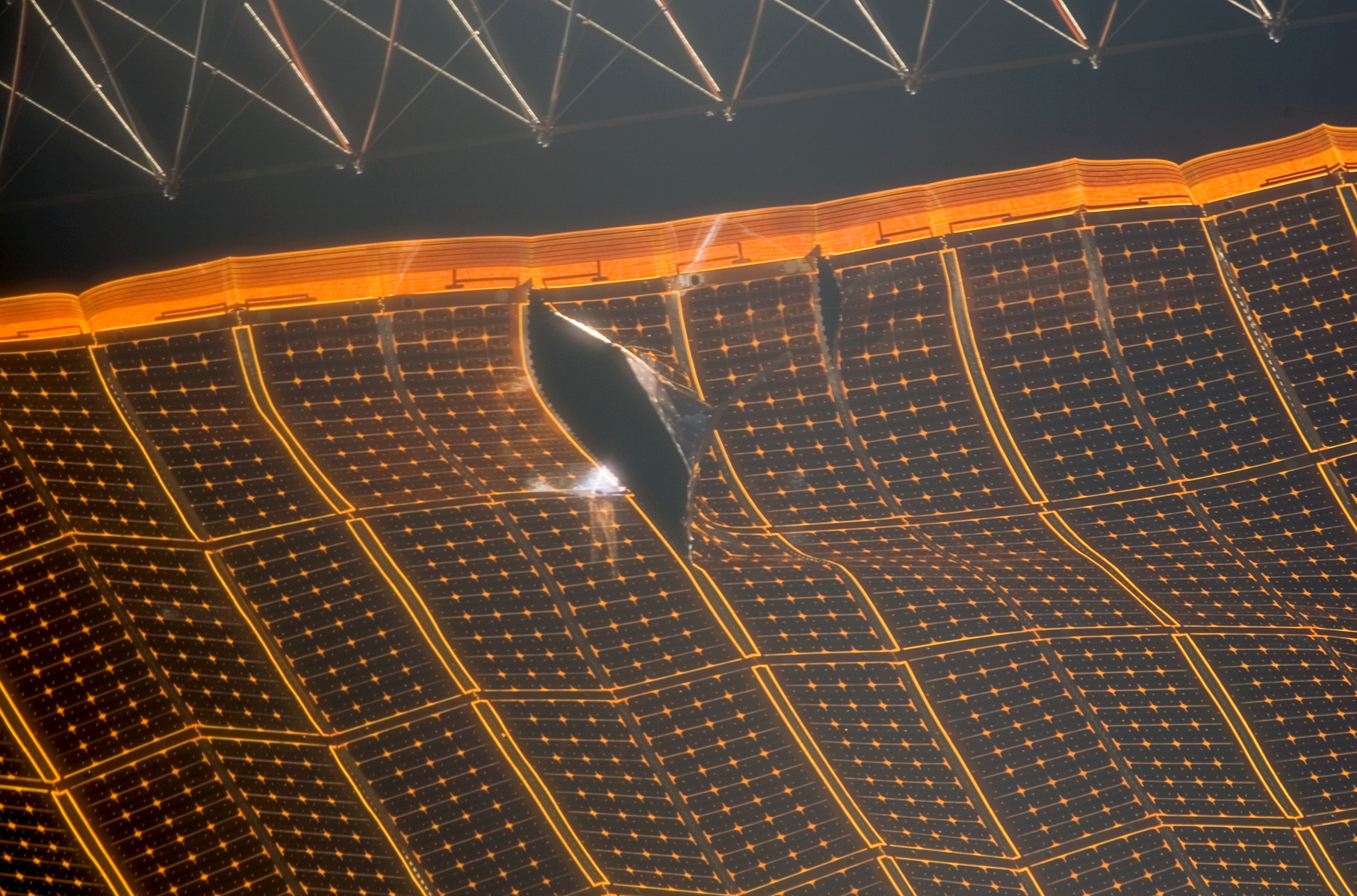
Imatge presa des d'una càmera muntada a l'estació espacial, mostra un aparent desgarrament en el panell solar 4B, amb una petita separació cap a la dreta.

### Dijous, 1 de novembre (Dia de vol 10)

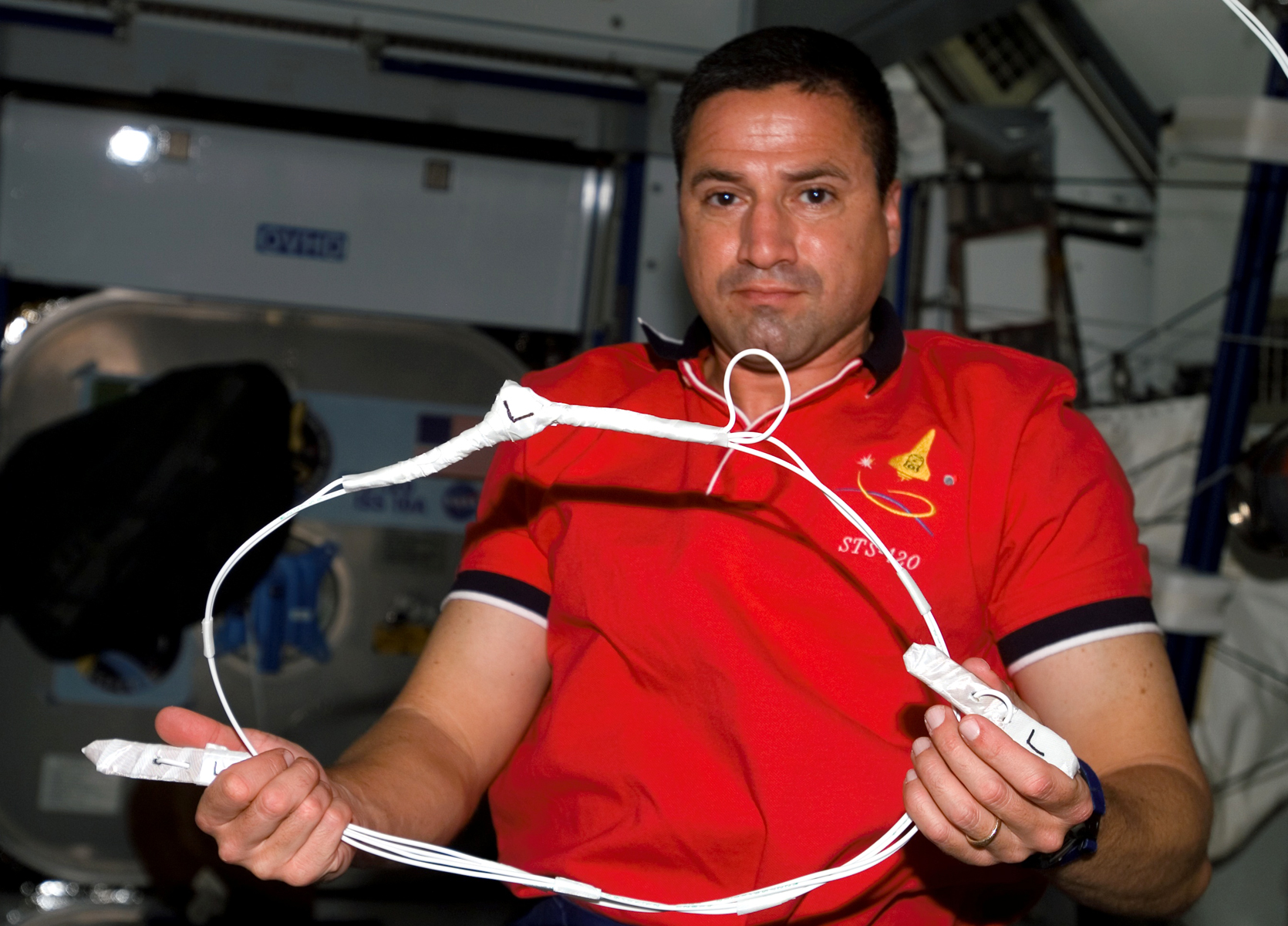
El pilot del STS-120 George Zamka posseeix un nou aparell fabricant de "botons de puny", un dels cinc botons de puny reunits per membres de la tripulació. Aquests botons estan dissenyats per suportar la càrrega estructural fora de les frontisses danyades del panell solar P6 4B.

### Diumenge, 3 de novembre (Dia de vol 12)

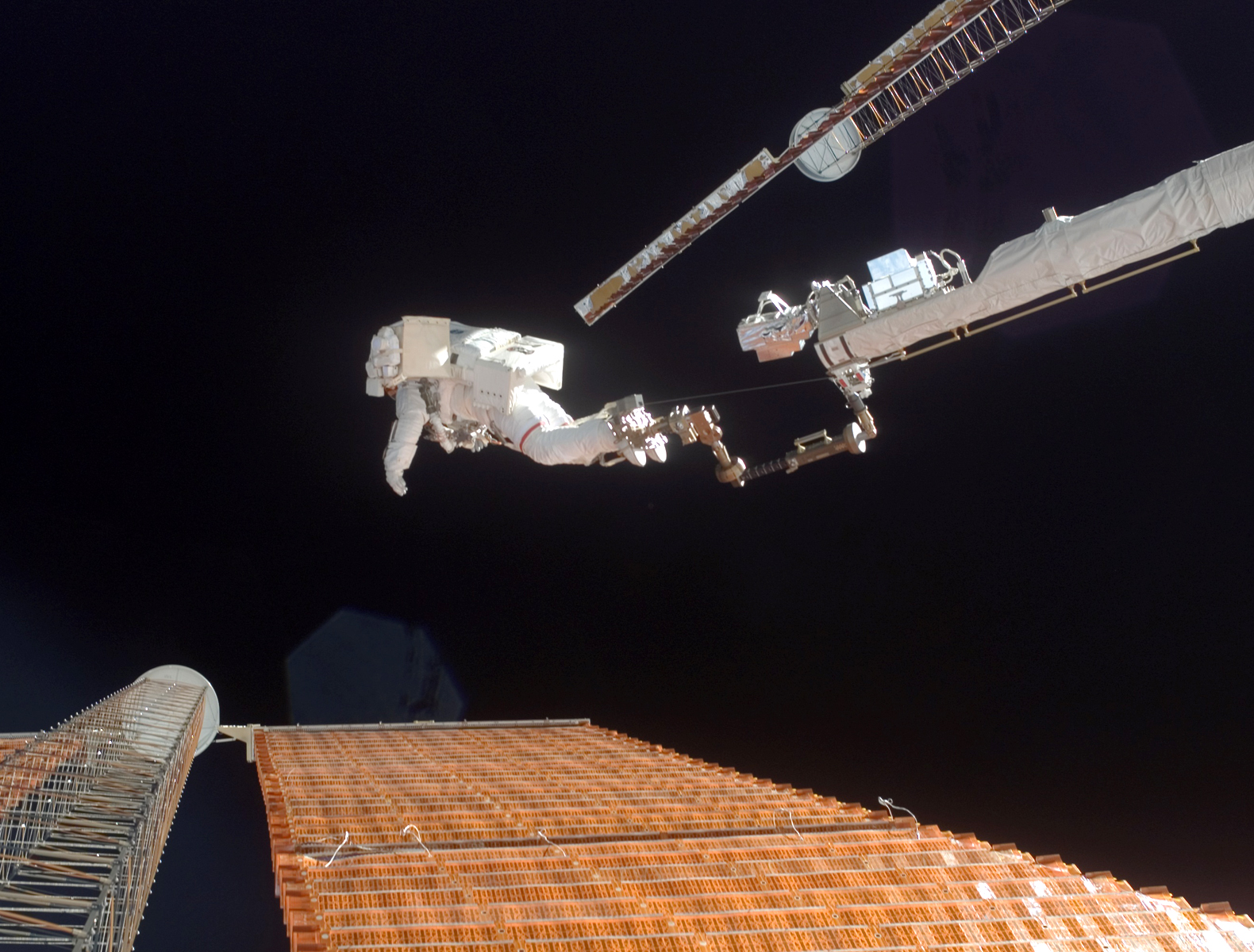
L'astronauta Scott Parazynski al final del Orbiter Boom Sensor System realitzant la reparació del panell solar.